# 코주부박쥐
코주부박쥐(Rhynchonycteris naso)는 대꼬리박쥐과에 속하는 박쥐의 일종이다. 남아메리카와 중앙아메리카에서 발견된다. 코주부박쥐속(Rhynchonycteris)의 유일종이다. 브라질긴코박쥐와 강박쥐로도 불린다. 대부분의 박쥐와 마찬가지로 야행성 동물이다. 멕시코 남부 지역부터 페루와 볼리비아 그리고 브라질과 트리니다드 지역까지 분포한다.